# Dolyobius distinctus
Dolyobius distinctus är en insektsart som beskrevs av Rauno E. Linnavuori 1959. Dolyobius distinctus ingår i släktet Dolyobius och familjen dvärgstritar. Inga underarter finns listade i Catalogue of Life.